# 亚当斯陨击坑
- 關於月球环形山，請見「亚当斯环形山」。
- 關於金星撞击坑，請見「亚当斯撞击坑」。

亚当斯陨击坑（Adams）是火星刻布壬尼亚区的一座撞击坑，它坐落在佛勒格拉山南端东侧，其中心坐标位于北纬31.1度、东经163度处，直径约94.9公里，该陨坑取名自美国天文学家沃尔特·西德尼·亚当斯，1973年被国际天文联合会行星系统命名工作组批准接受.

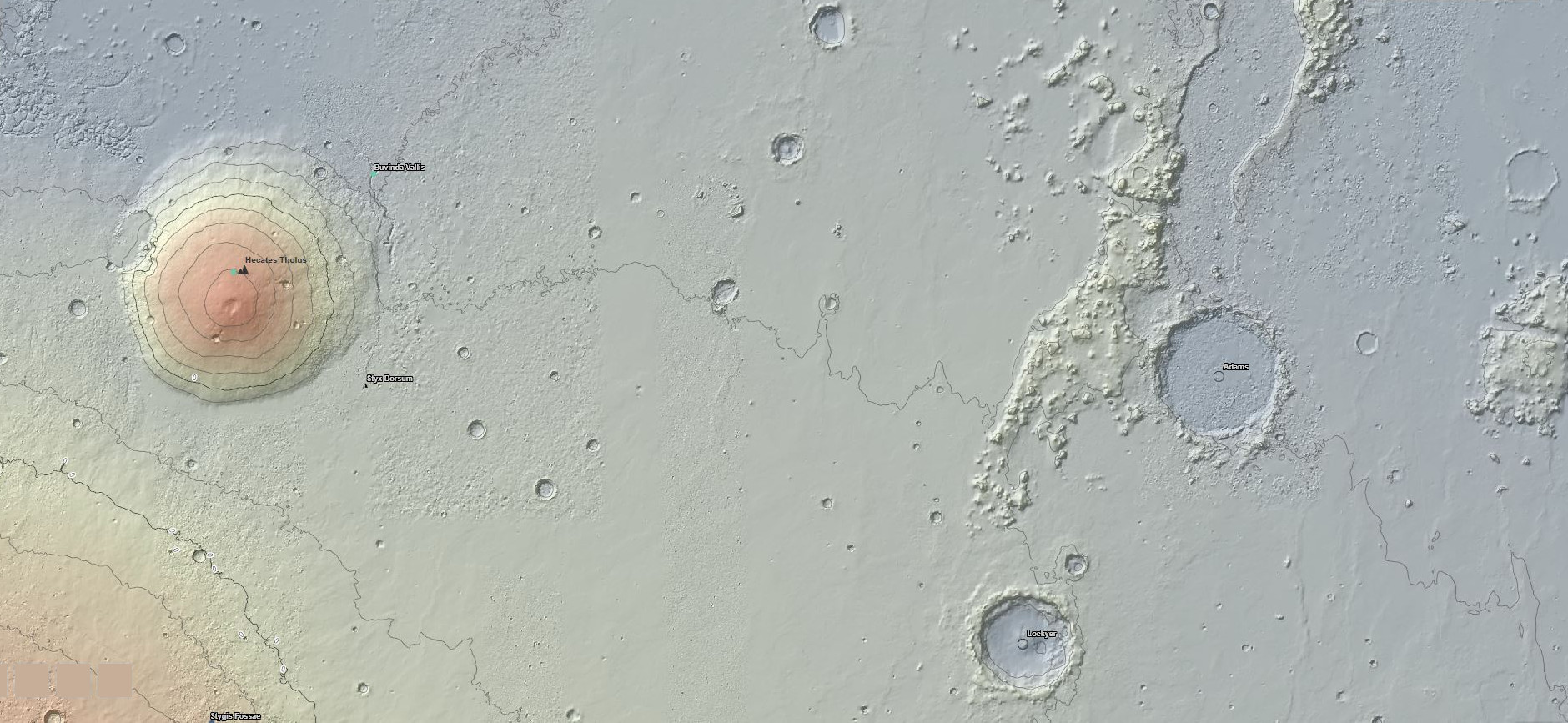
显示了火星埃律西昂区亚当斯陨击坑相对位置的地形图。
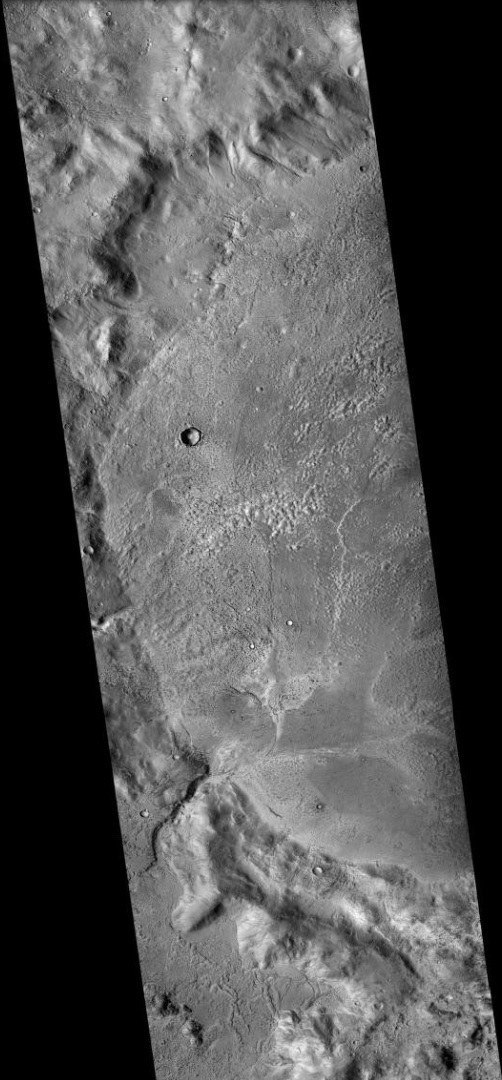
火星勘测轨道飞行器背景相机拍摄的亚当斯陨击坑西侧部分。
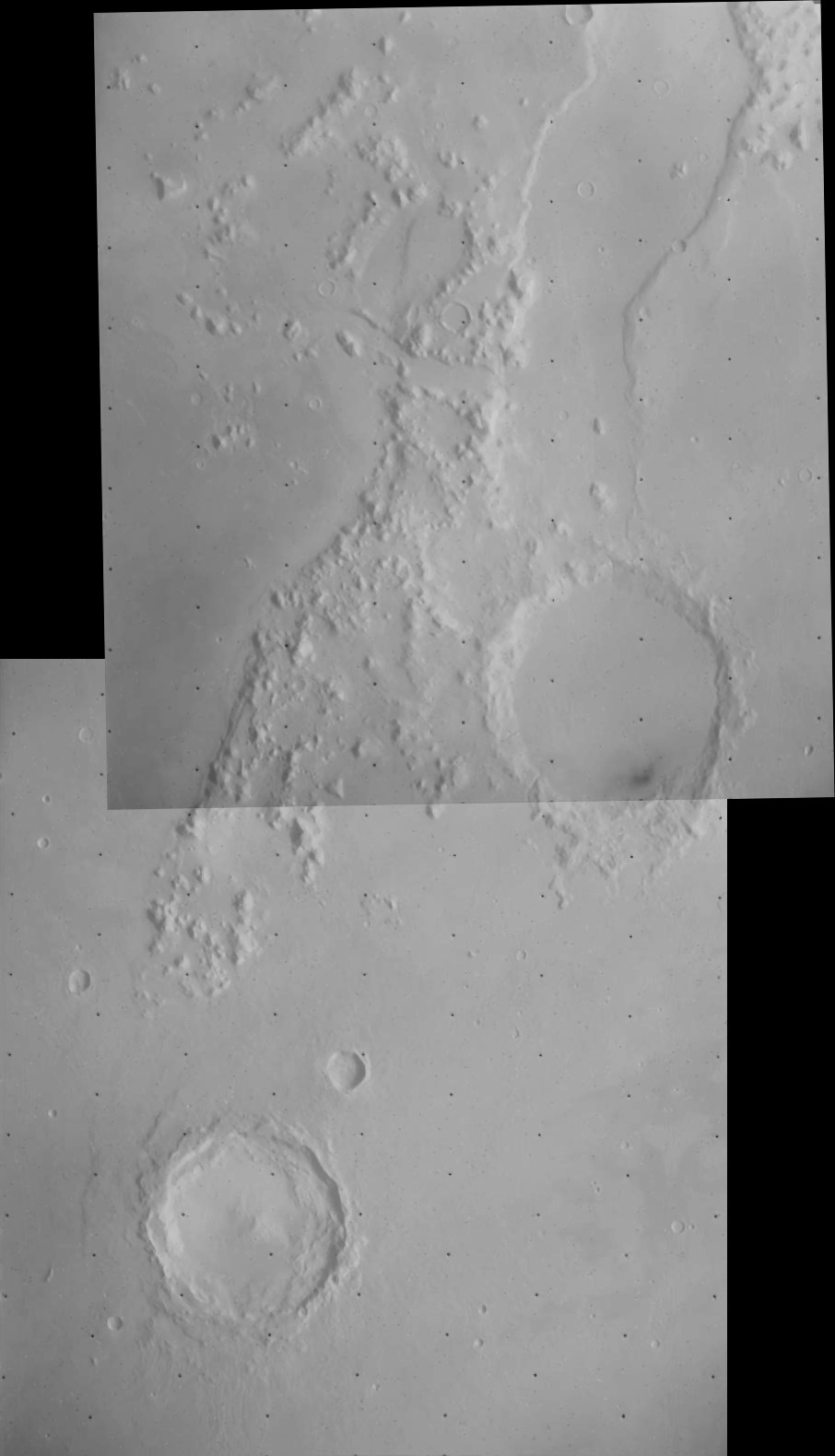
海盗1号轨道器拍摄的拼接图，右侧是亚当斯陨击坑，下方是洛克耶陨击坑。

## 另请查看
- 火星气候
- 火星地质
- 撞击坑
- 火星撞击坑